# 保罗·刘易斯 (曲棍球运动员)
保罗·刘易斯（英語：Paul Lewis，1966年11月1日—），澳大利亚男子曲棍球运动员。他曾代表澳大利亚国家队参加1992年和1996年夏季奥林匹克运动会曲棍球比赛，获得一枚银牌和一枚铜牌。